# Lady Business
Pour plus de détails, voir Fiche technique et Distribution.
Lady Business ou La Guerre des Boss au Québec (Like a Boss) est un film américain réalisé par Miguel Arteta, sorti en 2020.

## Synopsis
Deux amies aux idéaux très différents décident de créer ensemble une entreprise de beauté. L'une est plus pratique, tandis que l'autre veut gagner sa fortune et vivre un style de vie somptueux. Les choses empirent lorsque leur bienfaitrice commence à les voler.

## Fiche technique
- Titre : Lady Business
- Titre original : Like a Boss
- Titre québécois : La Guerre des Boss
- Réalisation : Miguel Arteta
- Scénario : Sam Pitman et Adam Cole-Kelly, d'après une histoire de Danielle Sanchez-Witzel
- Montage : Jay Deuby
- Photographie : Jas Shelton
- Distribution des rôles : Allison Jones et Kris Redding
- Décors : Theresa Guleserian
- Costumes : Sekina Brown
- Musique : Christophe Beck
- Production : Marc Evans, Peter Principato, Itay Reiss et Joel Zadek
- Production déléguée : Tiffany Haddish et Nicolas Stern
- Sociétés de production : Artists First et Paramount Pictures
- Société de distribution : Paramount Pictures
- Format : couleur — 2,39:1
- Genre : comédie
- Budget : 29 millions $[2]
- Pays :  États-Unis
- Durée : 83 minutes
- Dates de sortie :
  - États-Unis et Canada : 10 janvier 2020
  - Royaume-Uni : 21 février 2020
  - France : 8 mai 2020 (vidéo à la demande)

## Distribution
- Tiffany Haddish (VF : Laura Zichy ; VQ : Mélanie Laberge) : Mia Carter
- Rose Byrne (VF : Pascale Chemin ; VQ : Pascale Montreuil) : Mel Paige
- Salma Hayek (VF : Ethel Houbiers ; VQ : Camille Cyr-Desmarais) : Claire Luna
- Jennifer Coolidge (VF : Carole Franck ; VQ : Marie-Andrée Corneille) : Sydney
- Billy Porter (VF : Jean-Michel Vaubien ; VQ : Martin Watier): Barrett
- Ari Graynor (VF : Audrey Sourdive ; VQ : Julie Beauchemin) : Angela
- Natasha Rothwell (VF : Corinne Wellong ; VQ : Éveline Gélinas): Jill
- Jessica St. Clair (VF : Claire Morin ; VQ : Viviane Pacal): Kim
- Karan Soni (VF : Nicolas Marais ; VQ : Philippe Martin) : Josh Tinker
- Jacob Latimore : Harry
- Jimmy O. Yang : Ron
- Ryan Hansen : Greg
- Seth Rollins : Byron
- Lisa Kudrow : Shay Whitmore

 Source et légende : version française (VF) sur RS Doublage
 Source et légende : version québécoise (VQ) sur Doublage.qc.ca

## Production
Le 23 octobre 2017, il a été annoncé que Paramount Pictures avait acheté la comédie féminine Limited Partners avec spécialement un rôle principal avec Tiffany Haddish, sur un scénario écrit par Sam Pitman & Adam Cole-Kelly, le film serait produit par Peter Principato, Itay Reiss et Joel Zadak à travers leur société Principato-Young Entertainment (maintenant connu sous le nom d'Artists First). 
En juillet 2018, Paramount a remporté la guerre des enchères sur le rôle principal de Haddish, et le film serait réalisé par Miguel Arteta. Plus tard le même mois, Rose Byrne a été choisie pour jouer l'un des rôles principaux. En septembre 2018, Salma Hayek a été castée dans le film pour jouer un rôle de soutien. En octobre 2018, Ari Graynor, Jacob Latimore, Karan Soni, Jimmy O. Yang , Natasha Rothwell, Jessica St. Clair et Billy Porter ont rejoint le casting du film.
Le tournage du film a commencé en octobre 2018. En juillet 2019, le film a été renommé Like a Boss.

## Sortie et accueil
Initialement prévu pour une sortie le 28 juin 2019, Paramount Pictures l'a finalement décalé au 10 janvier 2020.

### Réception critique
Le long-métrage obtient des critiques négatives, avec un taux d'approbation de 19% sur le site Rotten Tomatoes, qui a recensé 118 avis, pour une moyenne de 4,12/10. Sur le site Metacritic, il obtient une moyenne de 32/100 pour 28 critiques collectées. Dans son consensus, Rotten Tomatoes note que le long-métrage « supervise une fusion de puissants talents comiques, mais les résultats finaux risquent de laisser les membres du public se sentir escroqués de leurs investissements ».
L'accueil public est également défavorable, avec une note de 3,1/10 sur Metacritic, pour 31 critiques collectées et une note de 4,4/10 sur le site IMDb, pour 5 473 votes. Néanmoins, sur Rotten Tomatoes, le film obtient un taux d'approbation de 65%, pour 3 420 votes et une moyenne de 3,67/5.

### Box-office
| Pays ou région        | Box-office   | Date d'arrêt du box-office | Nombre de semaines |
| --------------------- | ------------ | -------------------------- | ------------------ |
| États-Unis            | 22 169 514 $ | 20 février 2020            | 6                  |
| Total hors États-Unis | 8 229 976 $  | 17 janvier 2021            | -                  |
| Total mondial         | 30 399 490 $ | 17 janvier 2021            | -                  |

Selon les prévisions pour sa sortie aux États-Unis et au Canada face à Underwater et aux sorties étendues de Just Mercy et 1917, Like a Boss  devrait rapporter de 10 à 12 millions de dollars lors de son week-end d'ouverture en salles. Le film a rapporté 3,9 millions de $ de recettes le jour de sa sortie, le hissant à la troisième place du box-office à cette période devant 1917 et Star Wars, épisode IX : L'Ascension de Skywalker. Pour son premier week-end d'exploitation, Like a Boss a engrangé plus 10 millions de $ de recettes, en se positionnant en quatrième place du box-office devant 1917, Star Wars, épisode IX et Jumanji: Next Level. Finalement, le film ne rencontre pas le succès commercial espéré sur le territoire américain, ne parvenant qu'à engranger près de 22 200 000 $ de recettes (soit l'équivalent de 2,46 millions d'entrées), alors qu'il a été tourné pour un budget de 29 000 000 $.
Le long-métrage ne fait guère mieux à l'international, avec près de 7 600 000 $, dont 1 475 679 $ de recettes en Australie, seul pays où le film a dépassé le million de $ de recettes. Le total mondial atteint les 30 000 000 $.